# Annales akashiques
Pour les articles homonymes, voir Annales (homonymie).
Ne doit pas être confondu avec Akasha (sanskrit).
Les annales akashiques, également appelées archives akashiques, chroniques akashiques ou encore mémoire akashique, sont un concept ésotérique créé en Occident par des théosophes à la fin du XIXe siècle, à partir d'éléments de la philosophie indienne, et popularisé par des ouvrages de Lobsang Rampa, et également dans les pays francophones par ceux de Daniel Meurois et Anne Givaudan. Ce serait une sorte de mémoire cosmique, de nature éthérique, qui, telle une pellicule sensible, enregistrerait les événements du monde. En dehors de témoignages individuels anecdotiques, il n'existe aucune preuve scientifique de l'existence des annales akashiques ou de la faculté de projeter son corps astral dans d'autres plans de conscience

## Concept et interprétations
Pierre A. Riffard en donne la définition suivante :
« Espace symbolique d'éther, situé macroscopiquement dans l'empyrée [hautes sphères] et microcosmiquement dans le ventricule gauche du cœur, espace où s'inscrivent toutes les paroles, actions, pensées de l'homme, tous les êtres et évènements du monde. Cet espace, ce miroir magique est lu des initiés ».

### L'Akasha
Selon l'ésotérisme occidental, le concept technique et ancien de la philosophie hindoue connu sous le terme sanskrit d'« akasha » est comparable à la « Lumière Astrale ». C'est un cinquième élément, la « Quintessence » qui s'ajoute aux quatre éléments traditionnels. Cet élément mentionné dans le Brihadaranyaka Upanishad est à ne pas confondre avec prakriti qui l'a engendré et qui aurait, selon René Guénon, des propriétés comparables à celles d'un yogi ayant atteint la délivrance : « Il est comme l'éther (akasha), qui s'est répandu partout, et qui pénètre simultanément l'extérieur et l'intérieur des choses ; il est incorruptible et impérissable ; il est même dans toutes choses, pur, impassible, inaltérable ».

### Un concept de la Société théosophique et de l'anthroposophie
Cette notion d'éther immuable imprégnant tout l'univers, existant déjà dans les philosophies traditionnelles ésotériques, a été employée par des théosophes occidentaux pour servir de support emmagasinant en permanence toutes les pensées et actions réalisées au cours des siècles. « Il est stable en ce qu'il est le support invariable des diverses manifestations qui prennent place dans l'univers ». 
La première mention de cette mémoire universelle figure dans Isis dévoilée, publié à New York en 1877, le premier ouvrage écrit par une des fondatrices de la Société théosophique, Helena Petrovna Blavatsky. L'auteure y cite un fragment des oracles chaldaïques : « Les oracles affirment que l'impression des pensées, des caractères, des hommes, et autres visions divines apparaissent dans l'éther. Les choses qui n'ont point de forme en prennent une et y sont figurées ». Elle poursuit : « C'est sur les indestructibles tablettes de la lumière astrale qu'est imprimée la représentation de chaque pensée que nous formons ; de chaque acte que nous accomplissons » ». Elle avait précédemment évoqué un lien supposé entre la lumière astrale et l'akasha : « La lumière astrale seule, principal facteur en magie, peut nous dévoiler tous les secrets de la nature. La lumière astrale est identique à l'Akasha des Hindous ».
Charles Webster Leadbeater fut le premier à employer le terme d’enregistrement akashique ((en) âkâshic record) dans son livre Clairvoyance paru en 1899,. Vient ensuite La Chronique de l'Akasha, un ouvrage de Rudolf Steiner alors secrétaire général de la section allemande de la Société Théosophique , publié en 1904, puis Leadbeater entreprend des recherches approfondies sur les annales akashiques au cours de son séjour au siège de la société théosophique à Adyar en Inde en 1910. Ses résultats sont publiés en 1913 dans un livre coécrit avec Annie Besant, L'Homme, d'où il vient, où il va. Recherches faites à l'aide de la clairvoyance.
Dans la pensée théosophique, tout être a la faculté de vibrer, cette vibration pouvant être reçue et enregistrée dans les annales akashiques. Annie Besant fait, en 1907, un parallèle avec la télégraphie sans fil, de nos jours, nous ferions plutôt la comparaison avec les enregistrements sur un disque dur d'ordinateur. On pourrait avoir accès à ces archives en état de transe ou sous hypnose. Le célèbre voyant Edgar Cayce (1877-1945) aurait eu accès aux annales pour réaliser certaines de ses « lectures ».
Rudolf Steiner, qui fait scission de la théosophie pour fonder l'anthroposophie, reprend ce concept, en y ajoutant l'action du Christ dans l'évolution humaine. Disant pouvoir accéder aux annales akashiques, il donne de nombreux cycles de conférences, notamment sur un 5e Évangile, affirmant que la Chronique contient la version originelle des textes sacrés ainsi que leurs différents niveaux de lecture. La plupart des affirmations de l'anthroposophie sont issues de ce que Steiner aurait perçu dans les annales akashiques.

### De l'Inconscient collectif à l'inconscient spirituel
Les annales akashiques présentent des analogies avec l'inconscient collectif proposé par Jung et résumé ainsi par Gerhard Adler : « L'inconscient collectif [...] est le dépôt constitué par toute l'expérience ancestrale depuis des millions d'années, l'écho des événements de la préhistoire, et chaque siècle y ajoute une quantité infinitésimale de variation et de différenciation ».

### Reprise contemporaine du concept
Depuis lors, la notion de mémoire akashique a été intégrée dans les principes de nombre de mouvements philosophiques et ésotériques New Age ainsi que dans la culture populaire. En 1956, l'Anglais Cyril Hoskin, prétendant être le moine bouddhiste tibétain Lobsang Rampa, en avait fait un thème principal de son ouvrage Le troisième œil.
À la fin du XXe siècle, Daniel Meurois et Anne Givaudan écrivent un ouvrage controversé, devenu un succès de librairie, : De mémoire d'Essénien, l'autre visage de Jésus, censé être extrait des annales akashiques. D'autres ouvrages suivront, reprenant le même principe.

### Culture populaire
L'épisode 7 de la saison 2 de Charmed "Les sorciers sont partout" reconceptualise les annales akashiques comme des tablettes à déchiffrer. Dans l'épisode, Prue, Piper et Phoebe doivent porter secours à un jeune homme et son père. Celui-ci a découvert le secret d'anciennes tablettes (les annales akashiques) qui détiendraient tout le savoir du monde, passé, présent et futur. Le jeune homme est donc poursuivi par les collecteurs, des démons qui aspirent les connaissances des humains.

### Critiques
En dehors de témoignages individuels anecdotiques, il n'existe aucune preuve scientifique de l'existence des annales akashiques ou de la faculté de projeter son corps astral dans d'autres plans de conscience.